# I Love You, Honeybear
I Love You, Honeybear è il secondo album in studio del musicista folk statunitense Josh Tillman pubblicato con lo pseudonimo Father John Misty. Il disco è uscito nel 2015.

## Tracce
Testi e musiche di Josh Tillman.
1. I Love You, Honeybear – 4:38
2. Chateau Lobby #4 (in C for Two Virgins) – 2:50
3. True Affection – 3:56
4. The Night Josh Tillman Came to Our Apt. – 3:36
5. When You're Smiling and Astride Me – 4:34
6. Nothing Good Ever Happens at the Goddamn Thirsty Crow – 4:34
7. Strange Encounter – 4:19
8. The Ideal Husband – 3:35
9. Bored in the USA – 4:22
10. Holy Shit – 4:01
11. I Went to the Store One Day – 4:26